# Hans Schlottheim

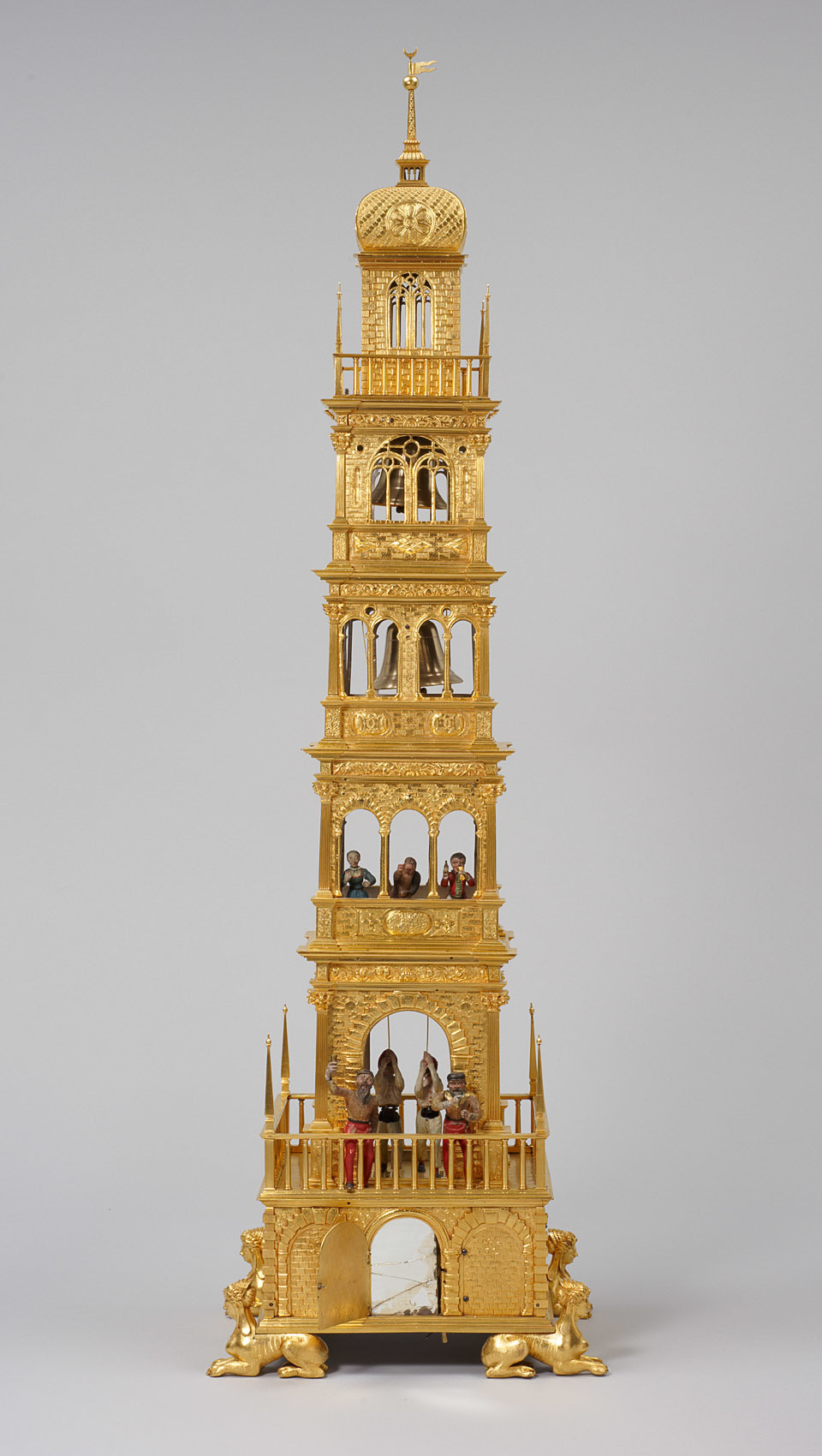
Tour horloge (Kunsthistorisches Museum, Vienne, vers 1580)

Hans Schlottheim (né entre 1544 et 1547 à Naumbourg (Saale), mort entre 1624 et 1626 à Augsbourg.) est un orfèvre et horloger, actif à Augsbourg,  réputé pour ses horloges automates, notamment ses trois variantes de « galions mécaniques », dont la nef de Charles Quint.

## Biographie
Hans Schlottheim, aussi orthographié « Schlotheim » ou « Schlotthammer » était un orfèvre, horloger, artisan et surtout un mécanicien très habile. 
On sait peu de choses sur la formation de Schlottheim. Fils d’un horloger,, il quitte Naumbourg entre 1567 et 1573 pour Augsbourg. Il travaille dans l’atelier du maître-horloger Jeremias Metzeger.   
Le 20 décembre 1573, il épouse Ursula Geiger, veuve du maître-serrurier Hans Schitterer. Il obtint la même année  Il obtient la même année le « droit de forgeron » ou Schmiedegerechtigkeit (de) qui lui permet de travailler à son compte au sein de la guilde des horlogers d'Augsbourg. En 1576 il présente son Meisterwerk (chef-d'œuvre) au jury des maîtres inspecteurs et obtient le titre de Meister (maitre). En 1577 il installe une grande horloge sur la façade de sa maison, une façon de se faire connaître. Schlotthein achète une deuxième maison dans la Schmiedegasse (ruelle des forgerons) en 1579, réputée comme un centre de l’horlogerie de l’empire et signe de sa réussite. En 1586, Schlottheim devient chef de la guilde, chargé de veiller à la qualité du travail des autres horlogers d'Augsbourg. 
La visite à Augsbourg en 1582 de l’empereur Rodolphe II, pour assister à la diète, a dû jouer un rôle déterminant dans la carrière de Schlottheim qu’il a alors probablement rencontré. C'est en 1586 qu'il reçoit l'autorisation de travailler pendant trois ans à la cour impériale de Prague, puis à celle du prince électeur de Saxe à Dresde en 1589 et en 1593,. C'est durant son séjour à Prague qu'il a dû construire les deux galions mécaniques, dont la nef de Charles Quint. Des « galères artistiques » de Schlottheim figuraient autrefois dans les régistres des collections de l'empereur Rodolphe II. 
Au cours de sa carrière, Schlottheim sait répondre au goût des cours royales et princières comme des bourgeois enrichis
pour les machines automatisées et les automates d'horlogerie, présentées comme pièces maîtresses des banquets et réceptions. Schlottheim était un producteur populaire de ces objets décoratifs automatiques ; beaucoup de ses œuvres les plus connues et les plus anciennes ont la forme de galions. Les pièces de Schlottheim présentent des scènes miniatures  peuplées de figurines animées, de mécanismes de production de musique, de carillons horaires et de canons miniatures, en plus des mécanismes affichant l'heure.

## Œuvres

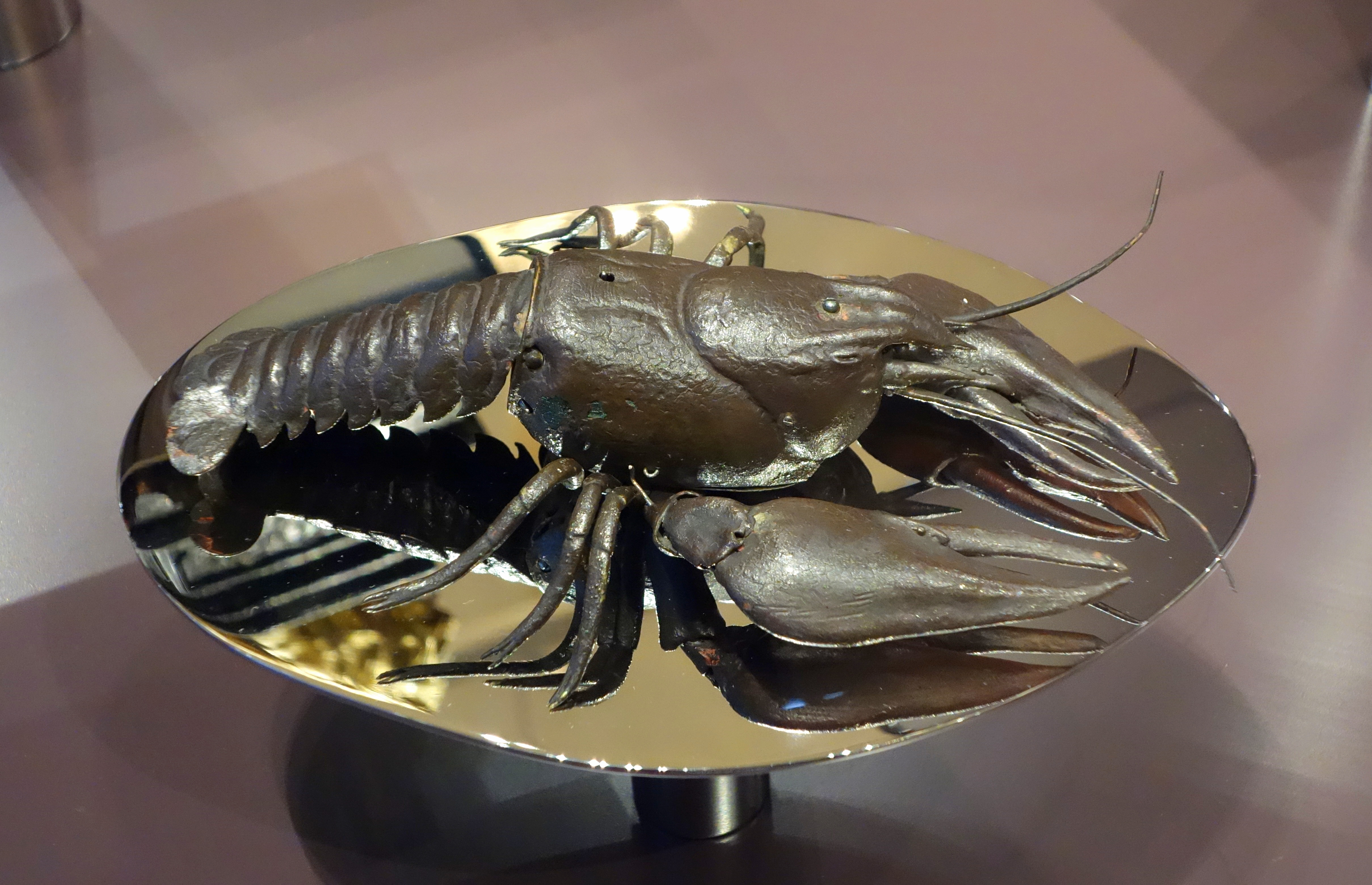
Carabe automate.

Schlottheim est également célèbre pour un certain nombre d'autres horloges et automates, dont la première horloge publique installée à Augsbourg en 1577 qui sonna les heures et les quarts d'heure. 
En plus des trois galions mécaniques, plusieurs automates sont conservées dans divers musées. 
Dresde
Les collections nationales de Dresde en conservent trois dans le Mathematisch-Physikalischer Salon :
- Un crabe automate, créée en 1588 ; un deuxième exemplaire existe .
- Une crèche de Noël, destinée à l'empereur ottoman vers 1584,  détruite en 1945
- Une horloge en forme de tour appelée le « monde à l'envers » (Verkehrte Welt)

Dans le Grünes Gewölbe à Dresde
- Une horloge à boule roulante appelée La « Tour de Babel », vers 1600

Vienne
Le Kunsthistorisches Museum conserve, en plus du galion mécanique,
- Un « Automate-trompette », réalisé pour Guillaume V de Bavière qui l'offert à l'archiduc Ferdinand de Tyrol, 1582  maintenant au Kunsthistorisches Museum à Vienne[9].
- Une horloge à automate figurant le char de Bacchus en bronze doré ; le travail d'orfèvre est attribué à Silvester II. Eberlin, la mécanique à Schlottheim, vers 1602-1606[10],[11].
- Une tour-horloge (« Glockenturmautomat »), vers 1580, de dimensions imposantes 110,8 × 24,7 × 20,5 cm, en bronze doré, les figurines en bois[12].
- Une gondole automate vers 1600, en bronze doré et décorations diverses (37 × 72 cm) servant de dessus de table[13]
- Une horloge de table[14] avant 1583 dont la décoration remarquable est de  David Altenstetter, la mécanique de Hans Schlottheim est ordinaire.

Un automate-trompette fabriqué en 1589 pour la duchesse de Graz est mentionné dans la notice du British Museum.

## Article lié
- Une histoire du monde en cent objets